# Saweliwka (obwód tarnopolski)
Saweliwka (ukr. Саве́лівка; do 1947 roku Sawałuski) – wieś na Ukrainie w obwodzie tarnopolskim, w rejonie czortkowskim. 
Przynależność administracyjna przed 1939 r.: gmina Monasterzyska, powiat buczacki, województwo tarnopolskie.
W latach 1943–1944 nacjonaliści ukraińscy z OUN - UPA zamordowali komendantkę obwodu buczackiego Batalionów Chłopskich Weronikę Wąsik i jej siostrę, Anielę, oraz żołnierza Armii Krajowej Zdzisława Hołuba.
Do 2020 w rejonie monasterzyskim.